# Campionati del mondo di ciclismo su strada - Corsa in linea maschile Dilettanti

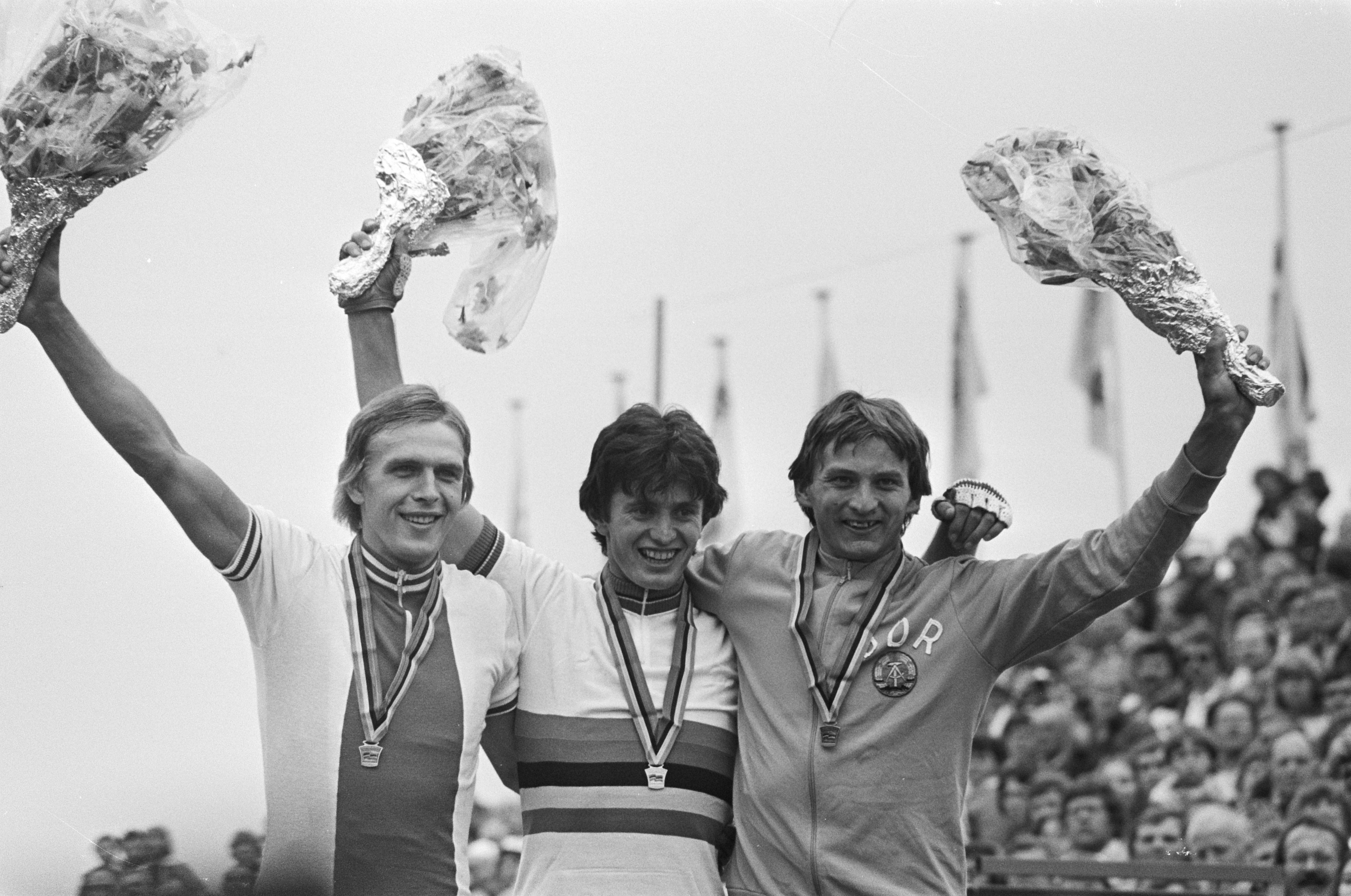
Il podio dell'edizione 1979: da sinistra, Jan Jankiewicz, Gianni Giacomini e Bernd Drogan

La gara in linea maschile Dilettanti era una delle prove disputare durante i campionati del mondo di ciclismo su strada. Riservata ai ciclisti non professionisti, si svolse dal 1921 fino al 1995, risultando per questo la prova più antica dei campionati del mondo (aperti ai professionisti solo dal 1927).
Nel periodo dal 1972 al 1992 in occasione dell'anno olimpico (1972, 1976, 1980, 1984, 1988, 1992) la prova non si svolse nell'ambito dei campionati e il titolo di campione del mondo Dilettanti andò al vincitore della prova in linea su strada ai Giochi olimpici. Dal 1996 la prova venne rimossa dal programma e sostituita dalla gara riservata agli Under-23.

## Albo d'oro
Aggiornato all'edizione 1995.
| Anno    | Vincitore                                           | Secondo                                             | Terzo                                               |
| ------- | --------------------------------------------------- | --------------------------------------------------- | --------------------------------------------------- |
| 1921    | Gunnar Sköld                                        | Willum Nielsen                                      | Charles Davey                                       |
| 1922    | Dave March                                          | William Burkill                                     | Charles Davey                                       |
| 1923    | Libero Ferrario                                     | Othmar Eichenberger                                 | Georges Antenen                                     |
| 1924    | André Leducq                                        | Otto Lehner                                         | Armand Blanchonnet                                  |
| 1925    | Henri Hoevenaers                                    | Marc Bocher                                         | Gerrit van den Berg                                 |
| 1926    | Octave Dayen                                        | Jules Merviel                                       | Pietro Polano                                       |
| 1927    | Jean Aerts                                          | Rudolf Wolke                                        | Michele Orecchia                                    |
| 1928    | Allegro Grandi                                      | Michele Mara                                        | Jean Aerts                                          |
| 1929    | Pierino Bertolazzi                                  | Remo Bertoni                                        | René Brossy                                         |
| 1930    | Giuseppe Martano                                    | Eugenio Gestri                                      | Rudolf Risch                                        |
| 1931    | Henry Hansen                                        | Giuseppe Olmo                                       | Leo Nielsen                                         |
| 1932    | Giuseppe Martano                                    | Paul Egli                                           | Paul Chocque                                        |
| 1933    | Paul Egli                                           | Kurt Stettler                                       | Joseph Lowagie                                      |
| 1934    | Kees Pellenaars                                     | André Leforge                                       | Paul-Emile André                                    |
| 1935    | Ivo Mancini                                         | Robert Charpentier                                  | Werner Grundahl Hansen                              |
| 1936    | Edgar Buchwalder                                    | Gottlieb Weber                                      | Pierino Favalli                                     |
| 1937    | Adolfo Leoni                                        | Frode Sørensen                                      | Fritz Scheller                                      |
| 1938    | Hans Knecht                                         | Josef Wagner                                        | Joop Demmenie                                       |
| 1939-45 | non disputata a causa della Seconda guerra mondiale | non disputata a causa della Seconda guerra mondiale | non disputata a causa della Seconda guerra mondiale |
| 1946    | Henry Aubry                                         | Ernest Stettler                                     | Henri Van Kerkhove                                  |
| 1947    | Alfo Ferrari                                        | Silvio Pedroni                                      | Gerard van Beek                                     |
| 1948    | Harry Snell                                         | Lievin Lerno                                        | Olle Wanlund                                        |
| 1949    | Henk Faanhof                                        | Henri Kaas                                          | Hubert Vinken                                       |
| 1950    | Jack Hoobin                                         | Robert Varnajo                                      | Alfo Ferrari                                        |
| 1951    | Gianni Ghidini                                      | Rino Benedetti                                      | Jan Plantaz                                         |
| 1952    | Luciano Ciancola                                    | André Noyelle                                       | Roger Ludwig                                        |
| 1953    | Riccardo Filippi                                    | Gastone Nencini                                     | Rik Van Looy                                        |
| 1954    | Emiel Van Cauter                                    | Hans-Edmund Andresen                                | Martin van den Borgh                                |
| 1955    | Sante Ranucci                                       | Lino Grassi                                         | Dino Bruni                                          |
| 1956    | Frans Mahn                                          | Norbert Verougstraete                               | Jan Buis                                            |
| 1957    | Louis Proost                                        | Arnaldo Pambianco                                   | Schalk Verhoef                                      |
| 1958    | Gustav-Adolf Schur                                  | Valère Paulissen                                    | Henri Dewolf                                        |
| 1959    | Gustav-Adolf Schur                                  | Bas Maliepaard                                      | Constant Goosens                                    |
| 1960    | Bernhard Eckstein                                   | Gustav-Adolf Schur                                  | Willy Vanden Berghen                                |
| 1961    | Jean Jourden                                        | Henri Belena                                        | Jacques Gestraud                                    |
| 1962    | Renato Bongioni                                     | Ole Ritter                                          | Arie den Hartog                                     |
| 1963    | Flaviano Vicentini                                  | Francis Bazire                                      | Winfried Bölke                                      |
| 1964    | Eddy Merckx                                         | Willy Planckaert                                    | Gösta Pettersson                                    |
| 1965    | Jacques Botherel                                    | José Manuel Lasa                                    | Battista Monti                                      |
| 1966    | Evert Dolman                                        | Leslie West                                         | Willy Skibby                                        |
| 1967    | Graham Webb                                         | Claude Guyot                                        | René Pijnen                                         |
| 1968    | Vittorio Marcelli                                   | Luiz Carlos Flores                                  | Erik Pettersson                                     |
| 1969    | Leif Mortensen                                      | Jean-Pierre Monseré                                 | Gustave Van Roosbroeck                              |
| 1970    | Jørgen Schmidt                                      | Ludo Van der Linden                                 | Tony Gakens                                         |
| 1971    | Régis Ovion                                         | Freddy Maertens                                     | José Luis Viejo                                     |
| 1972    | non disputata                                       | non disputata                                       | non disputata                                       |
| 1973    | Ryszard Szurkowski                                  | Stanisław Szozda                                    | Bernard Bourreau                                    |
| 1974    | Janusz Kowalski                                     | Ryszard Szurkowski                                  | Michel Kuhn                                         |
| 1975    | André Gevers                                        | Sven-Åke Nilsson                                    | Roberto Ceruti                                      |
| 1976    | non disputata                                       | non disputata                                       | non disputata                                       |
| 1977    | Claudio Corti                                       | Sergej Morozov                                      | Salvatore Maccali                                   |
| 1978    | Gilbert Glaus                                       | Krzysztof Sujka                                     | Stefan Mutter                                       |
| 1979    | Gianni Giacomini                                    | Jan Jankiewicz                                      | Bernd Drogan                                        |
| 1980    | non disputata                                       | non disputata                                       | non disputata                                       |
| 1981    | Andrej Vedernikov                                   | Rudy Rogiers                                        | Gilbert Glaus                                       |
| 1982    | Bernd Drogan                                        | Francis Vermaelen                                   | Jürg Bruggmann                                      |
| 1983    | Uwe Raab                                            | Niki Rüttimann                                      | Andrzej Serediuk                                    |
| 1984    | non disputata                                       | non disputata                                       | non disputata                                       |
| 1985    | Lech Piasecki                                       | Johnny Weltz                                        | Frank Van De Vijver                                 |
| 1986    | Uwe Ampler                                          | John Talen                                          | Arjan Jagt                                          |
| 1987    | Richard Vivien                                      | Hartmut Bölts                                       | Alex Pedersen                                       |
| 1988    | non disputata                                       | non disputata                                       | non disputata                                       |
| 1989    | Joachim Halupczok                                   | Éric Pichon                                         | Christophe Manin                                    |
| 1990    | Mirco Gualdi                                        | Roberto Caruso                                      | Jean-Philippe Dojwa                                 |
| 1991    | Viktor Ržaksinskij                                  | Davide Rebellin                                     | Beat Zberg                                          |
| 1992    | non disputata                                       | non disputata                                       | non disputata                                       |
| 1993    | Jan Ullrich                                         | Kaspars Ozers                                       | Lubor Tesař                                         |
| 1994    | Alex Pedersen                                       | Milan Dvorščík                                      | Christophe Mengin                                   |
| 1995    | Danny Nelissen                                      | Daniele Sgnaolin                                    | Víctor Becerra                                      |

## Medagliere
| Pos.   | Nazione          | Oro | Argento | Bronzo | Totale |
| ------ | ---------------- | --- | ------- | ------ | ------ |
| 1      | Italia           | 18  | 12      | 8      | 38     |
| 2      | Francia          | 7   | 9       | 8      | 24     |
| 3      | Paesi Bassi      | 6   | 2       | 11     | 19     |
| 4      | Germania Est     | 6   | 1       | 1      | 8      |
| 5      | Belgio           | 5   | 10      | 11     | 26     |
| 6      | Svizzera         | 4   | 8       | 6      | 18     |
| 7      | Danimarca        | 4   | 5       | 4      | 13     |
| 8      | Polonia          | 4   | 4       | 1      | 9      |
| 9      | Gran Bretagna    | 2   | 2       | 2      | 6      |
| 10     | Svezia           | 2   | 1       | 3      | 6      |
| 11     | Unione Sovietica | 2   | 1       | 0      | 3      |
| 12     | Germania         | 1   | 2       | 3      | 6      |
| 13     | Australia        | 1   | 0       | 0      | 1      |
| 14     | Spagna           | 0   | 1       | 1      | 2      |
| 14     | Lussemburgo      | 0   | 1       | 1      | 2      |
| 16     | Lettonia         | 0   | 1       | 0      | 1      |
| 16     | Brasile          | 0   | 1       | 0      | 1      |
| 16     | Slovacchia       | 0   | 1       | 0      | 1      |
| 19     | Rep. Ceca        | 0   | 0       | 1      | 1      |
| 19     | Colombia         | 0   | 0       | 1      | 1      |
| Totale | Totale           | 62  | 62      | 62     | 186    |